# Jake Norris
Jake Norris (30 de junio de 1999) es un deportista de Reino Unido que compite en atletismo. Ganó una medalla de oro en el Campeonato Mundial de Atletismo Sub-20 de 2018, en la prueba de lanzamiento de martillo.